# Тодорова, Антоанета
Антоанета Иванова Тодорова (болг. Антоанета Иванова Тодорова; род. 8 июня 1963, Самоводене, Великотырновская область), в замужестве Селенска (болг. Селенска) — болгарская легкоатлетка, специалистка по метанию копья. Выступала за сборную Болгарии по лёгкой атлетике в 1979—1994 годах, обладательница серебряной медали турнира «Дружба-84», победительница Кубков мира и Европы, 3-кратная чемпионка Балкан, 11-кратная чемпионка Болгарии, бывшая рекордсменка мира, участница трёх летних Олимпийских игр.

## Биография
Антоанета Тодорова родилась 8 июня 1963 года в селе Самоводене, Болгария. Занималась лёгкой атлетикой в клубе «Етар» в Велико-Тырново.
Первого серьёзного успеха на международном уровне добилась в сезоне 1979 года, когда вошла в состав болгарской сборной и выступила на юниорском европейском первенстве в Быдгоще, где в зачёте метания копья выиграла бронзовую медаль.
Благодаря череде успешных выступлений в 1980 году удостоилась права защищать честь страны на летних Олимпийских играх в Москве — в финале метнула копьё на 60,66 метра, закрыв десятку сильнейших.
В 1981 году на Кубке Европы в Загребе превзошла всех соперниц в метании копья, установив при этом мировой рекорд и показав лучший результат мирового сезона — 71,88 метра. Позднее также победила на юниорском европейском первенстве в Утрехте и на Кубке мира в Риме. За выдающиеся достижения по итогам сезона была признана лучшей спортсменкой Балкан по версии Болгарского телеграфного агентства.
Рассматривалась в качестве кандидатки на участие в Олимпийских играх 1984 года в Лос-Анджелесе, однако Болгария вместе с другими странами восточного блока бойкотировала эти соревнования по политическим причинам. Вместо этого Тодорова выступила на альтернативном турнире «Дружба-84» в Праге, где выиграла серебряную медаль, уступив только восточногерманской метательнице Петре Фельке.
В 1988 году получила серебро на Балканских играх в Анкаре, принимала участие в Олимпийских играх в Сеуле, где с результатом 56,78 заняла в финале 11-е место.
В 1989 году среди прочего завоевала серебряную награду на чемпионате Балкан в Сере.
В 1990 году метала копьё на чемпионате Европы в Сплите, стала в финале седьмой.
В 1991 году была седьмой на Кубке Европы во Франкфурте, выступила на чемпионате мира в Токио.
На Олимпийских играх 1992 года в Барселоне на предварительном квалификационном этапе метнула копьё на 59,40 метра, чего оказалось недостаточно для выхода в финал.
В 1993 году показала десятый результат на чемпионате мира в Штутгарте.
В 1994 году заняла восьмое место на чемпионате Европы в Хельсинки.
После некоторого перерыва Селенска возобновила спортивную карьеру и в 2007—2013 годах ещё участвовала в различных турнирах национального уровня, в том числе становилась призёркой чемпионата Болгарии.
Удостоена почётного звания «Заслуженный мастер спорта Болгарии». Почётный гражданин Велико-Тырново.